# Departamento de Educación de Nueva Jersey
El Departamento de Educación de Nueva Jersey (New Jersey Department of Education, NJDOE) es una agencia del estado de Nueva Jersey. Tiene su sede en el edificio Judge Robert L. Carter en Trenton. Desde 2015 David C. Hespe es el actual jefe del departamento.